# 陈邦杰
陈邦杰（1907年—1970年），男，江苏镇江人，中国苔藓植物学家、教育家，曾任南京师范学院教授，第三届全国人大代表。